# Stephan Winkelmann

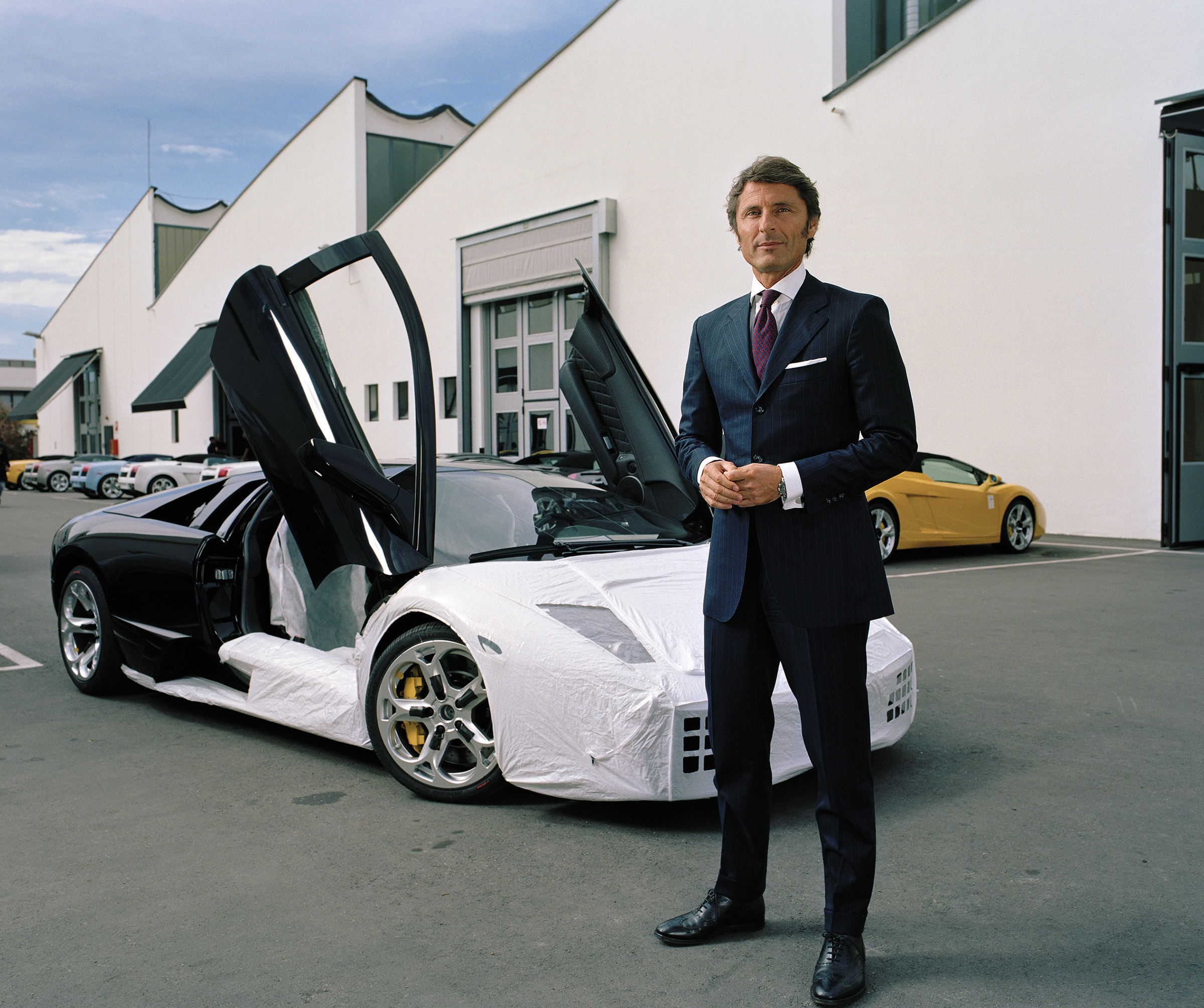
Stephan Winkelmann delante de la planta de Lamborghini en Sant'Agata Bolognese, fotografiado por Oliver Mark en 2007.

Stephan Winkelmann (Berlín, Alemania; 18 de octubre de 1964) es un empresario alemán y el actual presidente de Lamborghini. Con anterioridad, ha desempeñado roles directivos tanto en Audi Sport como en Bugatti.

## Vida y carrera
Stephan Winkelmann nació en Berlín el 18 de octubre de 1964 y creció en Roma, Italia. Estudió Ciencias Políticas en la misma ciudad donde obtuvo su título en Múnich y pasó dos años en el ejército alemán como paracaidista militar, dejando en el rango de teniente. En 1991, comenzó su carrera profesional en la entidad financiera alemana MLP.
En los años siguientes, enfocó su atención en la industria automotriz, trabajando primero para Mercedes-Benz y luego por Fiat de 1994 a 2004 en ventas, tanto en Italia como en el extranjero. Posteriormente, fue nombrado como director general de Fiat Austria, Suiza y por último en Alemania.
El 1 de enero de 2005, fue nombrado Presidente de Automobili Lamborghini S.p.A en Sant'Agata Bolognese, Italia.
En mayo de 2016, tras más de una década al frente de Lamborghini y conseguir reposicionar a la firma italiana, dejó su rol como director ejecutivo y presidente para liderar a Audi Sport GmbH.
En 2017, tras un breve paso por Audi Sport, fue el elegido para sustituir a Wolfgang Dürheimer en el rol de Presidente de Bugatti, tras el anuncio de la retirada del propio Dürheimer.

## Premios
En 2010, Stephan Winkelmann recibió la condecoración de Gran Oficial de la Orden del Mérito de la República Italiana (Grande Ufficiale dell’Ordine al Merito della Repubblica Italiana). El premio es un reconocimiento al compromiso del Sr. Winkelmann para el relanzamiento de la marca italiana Lamborghini, que ha alcanzado una posición de liderazgo en el panorama automotriz internacional.
Durante el 50.º aniversario de Lamborghini, Winkelmann recibió en Pietrasanta, Toscana el "Premio Internazionale BARSANTI e MATTEUCCI", un reconocimiento de prestigio para aquellos que sobresalen del campo de la ingeniería automotriz. El premio fue entregado por el presidente de la Barsanti y Matteucci Awards, Andrea Biagiotti.
El 2 de junio de 2014, a lo largo de la día nacional de Italia,  Winkelmann recibió, de la mano de Giorgio Napolitano, presidente de la República Italiana, la mayor condecoración por el Orden al mérito de la República italiana llamada "Cruz de gran caballero".
- Datos: Q90762
- Multimedia: Stephan Winkelmann / Q90762